# ناحیه وادی تلیلات
ناحیه وادی تلیلات (به عربی: دائرة وادی تلیلات) یک ناحیه در الجزایر است که در استان وهران واقع شده‌است. ناحیه وادی تلیلات ۴۲۲٫۴۳ کیلومتر مربع مساحت و ۳۷٬۰۶۲ نفر جمعیت دارد.